# Imagine Dragons/Diskografie
Diese Diskografie ist eine Übersicht über die musikalischen Werke der US-amerikanischen Rockband Imagine Dragons. Den Quellenangaben und Schallplattenauszeichnungen zufolge hat sie bisher mehr als 198,2 Millionen Tonträger verkauft, davon alleine in ihrer Heimat über 130,5 Millionen. In Deutschland verkaufte die Band bisher mehr als 8,3 Millionen Tonträger, womit sie zu den Interpreten mit den meisten verkauften Tonträgern in Deutschland zählt. Ihre erfolgreichste Veröffentlichung ist die Single Radioactive mit über 24,3 Millionen verkauften Einheiten. In Deutschland landete die Band mit Radioactive, Believer und Thunder drei Millionenseller, womit alle drei Veröffentlichungen zu den meistverkauften Singles des Landes zählen.

## Alben

### Studioalben
| Jahr | Titel Musiklabel                                                                               | Höchstplatzierung, Gesamtwochen, AuszeichnungChartplatzierungen (Jahr, Titel, Musiklabel, Platzierungen, Wochen, Auszeichnungen, Anmerkungen) | Höchstplatzierung, Gesamtwochen, AuszeichnungChartplatzierungen (Jahr, Titel, Musiklabel, Platzierungen, Wochen, Auszeichnungen, Anmerkungen) | Höchstplatzierung, Gesamtwochen, AuszeichnungChartplatzierungen (Jahr, Titel, Musiklabel, Platzierungen, Wochen, Auszeichnungen, Anmerkungen) | Höchstplatzierung, Gesamtwochen, AuszeichnungChartplatzierungen (Jahr, Titel, Musiklabel, Platzierungen, Wochen, Auszeichnungen, Anmerkungen) | Höchstplatzierung, Gesamtwochen, AuszeichnungChartplatzierungen (Jahr, Titel, Musiklabel, Platzierungen, Wochen, Auszeichnungen, Anmerkungen) | Höchstplatzierung, Gesamtwochen, AuszeichnungChartplatzierungen (Jahr, Titel, Musiklabel, Platzierungen, Wochen, Auszeichnungen, Anmerkungen) | Anmerkungen                                                    | [↑]: gemeinsam behandelt mit vorhergehendem Eintrag; [←]: in beiden Charts platziert |
| Jahr | Titel Musiklabel                                                                               | DE | AT | CH | UK | US | Rock | Anmerkungen                                                    |                                                                                      |
| ---- | ---------------------------------------------------------------------------------------------- | --- | --- | --- | --- | --- | --- | -------------------------------------------------------------- | ------------------------------------------------------------------------------------ |
| 2012 | Night Visions Kidinakorner • Interscope Records (UMG)                                          | DE6 ×3Dreifachgold · (76 Wo.)DE | AT8 ×2Doppelplatin · (84 Wo.)AT | CH9 Platin · (151 Wo.)CH | UK2 ×3Dreifachplatin · (126 Wo.)UK | US2 ×8Achtfachplatin · (414 Wo.)US | Rock1 (383 Wo.)Rock | Erstveröffentlichung: 4. September 2012 Verkäufe: + 11.168.000 |                                                                                      |
| 2015 | Smoke + Mirrors Kidinakorner • Interscope Records (UMG)                                        | DE3 Gold · (17 Wo.)DE | AT5 Gold · (7 Wo.)AT | CH3 (20 Wo.)CH | UK1 Platin · (38 Wo.)UK | US1 ×2Doppelplatin · (117 Wo.)US | Rock1 (134 Wo.)Rock | Erstveröffentlichung: 13. Februar 2015 Verkäufe: + 2.732.500   |                                                                                      |
| 2017 | Evolve Kidinakorner • Interscope Records (UMG)                                                 | DE3 Platin · (79 Wo.)DE | AT2 Platin · (96 Wo.)AT | CH1 Gold · (… Wo.)CH | UK3 Platin · (73 Wo.)UK | US2 ×4Vierfachplatin · (316 Wo.)US | Rock1 (262 Wo.)Rock | Erstveröffentlichung: 23. Juni 2017 Verkäufe: + 6.027.500      |                                                                                      |
| 2018 | Origins Kidinakorner • Interscope Records (UMG)                                                | DE6 Gold · (44 Wo.)DE | AT2 Platin · (37 Wo.)AT | CH2 ×4Vierfachplatin · (68 Wo.)CH | UK9 Gold · (15 Wo.)UK | US2 Platin · (53 Wo.)US | Rock1 (64 Wo.)Rock | Erstveröffentlichung: 9. November 2018 Verkäufe: + 1.777.000   |                                                                                      |
| 2021 | Mercury – Act 1 Kidinakorner • Interscope Records (UMG)                                        | DE5 (8 Wo.)DE | AT5 (14 Wo.)AT | CH4 (43 Wo.)CH | UK7 Silber · (4 Wo.)UK | US9 Platin · (81 Wo.)US | Rock2 (66 Wo.)Rock | Erstveröffentlichung: 3. September 2021 Verkäufe: + 2.075.000  |                                                                                      |
| 2022 | Mercury – Act 2 auch bekannt als: Mercury – Acts 1 & 2 Kidinakorner • Interscope Records (UMG) | DE6 (11 Wo.)DE | AT3 (12 Wo.)AT | CH1 (119 Wo.)CH[UK: ↑][US: ↑][Rock: ↑] | UK7 Silber · (4 Wo.)UK | US9 Platin · (81 Wo.)US | Rock2 (66 Wo.)Rock | Erstveröffentlichung: 1. Juli 2022                             |                                                                                      |
| 2024 | Loom Kidinakorner • Interscope Records (UMG)                                                   | DE2 (4 Wo.)DE | AT3 (5 Wo.)AT | CH1 (27 Wo.)CH | UK5 (2 Wo.)UK | US22 (2 Wo.)US | Rock5 (2 Wo.)Rock | Erstveröffentlichung: 28. Juni 2024 Verkäufe: + 60.000         |                                                                                      |

### Livealben
| Jahr | Titel Musiklabel                                                      | Anmerkungen                           |
| ---- | --------------------------------------------------------------------- | ------------------------------------- |
| 2014 | Night Visions Live Kidinakorner • Interscope Records (UMG)            | Erstveröffentlichung: 5. Februar 2014 |
| 2015 | Smoke + Mirrors – Live Kidinakorner • Interscope Records (UMG)        | Erstveröffentlichung: 3. Juni 2015    |
| 2023 | Imagine Dragons Live in Vegas Kidinakorner • Interscope Records (UMG) | Erstveröffentlichung: 28. Juli 2023   |

### Kompilationen
| Jahr | Titel Musiklabel                                                                        | Höchstplatzierung, Gesamtwochen, AuszeichnungChartplatzierungen (Jahr, Titel, Musiklabel, Platzierungen, Wochen, Auszeichnungen, Anmerkungen) | Höchstplatzierung, Gesamtwochen, AuszeichnungChartplatzierungen (Jahr, Titel, Musiklabel, Platzierungen, Wochen, Auszeichnungen, Anmerkungen) | Höchstplatzierung, Gesamtwochen, AuszeichnungChartplatzierungen (Jahr, Titel, Musiklabel, Platzierungen, Wochen, Auszeichnungen, Anmerkungen) | Höchstplatzierung, Gesamtwochen, AuszeichnungChartplatzierungen (Jahr, Titel, Musiklabel, Platzierungen, Wochen, Auszeichnungen, Anmerkungen) | Höchstplatzierung, Gesamtwochen, AuszeichnungChartplatzierungen (Jahr, Titel, Musiklabel, Platzierungen, Wochen, Auszeichnungen, Anmerkungen) | Höchstplatzierung, Gesamtwochen, AuszeichnungChartplatzierungen (Jahr, Titel, Musiklabel, Platzierungen, Wochen, Auszeichnungen, Anmerkungen) | Anmerkungen                            |
| Jahr | Titel Musiklabel                                                                        | DE | AT | CH | UK | US | Rock | Anmerkungen                            |
| ---- | --------------------------------------------------------------------------------------- | --- | --- | --- | --- | --- | --- | -------------------------------------- |
| 2025 | Reflections (From the Vault of Smoke + Mirrors) Kidinakorner • Interscope Records (UMG) | — | — | — | — | — | — | Erstveröffentlichung: 21. Februar 2025 |

### EPs
| Jahr | Titel Musiklabel                                                  | Höchstplatzierung, Gesamtwochen, AuszeichnungChartplatzierungen (Jahr, Titel, Musiklabel, Platzierungen, Wochen, Auszeichnungen, Anmerkungen) | Höchstplatzierung, Gesamtwochen, AuszeichnungChartplatzierungen (Jahr, Titel, Musiklabel, Platzierungen, Wochen, Auszeichnungen, Anmerkungen) | Höchstplatzierung, Gesamtwochen, AuszeichnungChartplatzierungen (Jahr, Titel, Musiklabel, Platzierungen, Wochen, Auszeichnungen, Anmerkungen) | Höchstplatzierung, Gesamtwochen, AuszeichnungChartplatzierungen (Jahr, Titel, Musiklabel, Platzierungen, Wochen, Auszeichnungen, Anmerkungen) | Höchstplatzierung, Gesamtwochen, AuszeichnungChartplatzierungen (Jahr, Titel, Musiklabel, Platzierungen, Wochen, Auszeichnungen, Anmerkungen) | Höchstplatzierung, Gesamtwochen, AuszeichnungChartplatzierungen (Jahr, Titel, Musiklabel, Platzierungen, Wochen, Auszeichnungen, Anmerkungen) | Anmerkungen                                                |
| Jahr | Titel Musiklabel                                                  | DE | AT | CH | UK | US | Rock | Anmerkungen                                                |
| ---- | ----------------------------------------------------------------- | --- | --- | --- | --- | --- | --- | ---------------------------------------------------------- |
| 2008 | Speak to Me Selbstverlag                                          | — | — | — | — | — | — | Erstveröffentlichung: 2008                                 |
| 2009 | Imagine Dragons Kidinakorner • Interscope Records (UMG)           | — | — | — | — | — | — | Erstveröffentlichung: Februar 2009                         |
| 2010 | Hell and Silence Kidinakorner • Interscope Records (UMG)          | — | — | — | — | — | — | Erstveröffentlichung: März 2010                            |
| 2011 | It’s Time Kidinakorner • Interscope Records (UMG)                 | — | — | — | — | — | — | Erstveröffentlichung: 12. März 2011                        |
| 2012 | Continued Silence Kidinakorner • Interscope Records (UMG)         | — | — | — | UK— GoldUK | US40 (16 Wo.)US | Rock11 (11 Wo.)Rock | Erstveröffentlichung: 14. Februar 2012 Verkäufe: + 115.000 |
| 2013 | Live London Sessions Kidinakorner • Interscope Records (UMG)      | — | — | — | — | — | — | Erstveröffentlichung: 2013                                 |
| 2013 | The Archive Kidinakorner • Interscope Records (UMG)               | — | — | — | — | US134 (2 Wo.)US | Rock35 (1 Wo.)Rock | Erstveröffentlichung: 12. Februar 2013                     |
| 2013 | iTunes Session Selbstverlag                                       | — | — | — | — | US56 (1 Wo.)US | Rock17 (1 Wo.)Rock | Erstveröffentlichung: 28. Mai 2013                         |
| 2017 | Live at AllSaints Studios Kidinakorner • Interscope Records (UMG) | — | — | — | — | — | — | Erstveröffentlichung: 4. August 2017                       |

## Singles

### Als Leadmusiker
| Jahr | Titel Album                                                       | Höchstplatzierung, Gesamtwochen, AuszeichnungChartplatzierungen (Jahr, Titel, Album, Platzierungen, Wochen, Auszeichnungen, Anmerkungen) | Höchstplatzierung, Gesamtwochen, AuszeichnungChartplatzierungen (Jahr, Titel, Album, Platzierungen, Wochen, Auszeichnungen, Anmerkungen) | Höchstplatzierung, Gesamtwochen, AuszeichnungChartplatzierungen (Jahr, Titel, Album, Platzierungen, Wochen, Auszeichnungen, Anmerkungen) | Höchstplatzierung, Gesamtwochen, AuszeichnungChartplatzierungen (Jahr, Titel, Album, Platzierungen, Wochen, Auszeichnungen, Anmerkungen) | Höchstplatzierung, Gesamtwochen, AuszeichnungChartplatzierungen (Jahr, Titel, Album, Platzierungen, Wochen, Auszeichnungen, Anmerkungen) | Höchstplatzierung, Gesamtwochen, AuszeichnungChartplatzierungen (Jahr, Titel, Album, Platzierungen, Wochen, Auszeichnungen, Anmerkungen) | Anmerkungen | [↑]: gemeinsam behandelt mit vorhergehendem Eintrag; [←]: in beiden Charts platziert |
| Jahr | Titel Album                                                       | DE | AT | CH | UK | US | Rock | Anmerkungen |                                                                                      |
| --- | ----------------------------------------------------------------- | --- | --- | --- | --- | --- | --- | --- | ------------------------------------------------------------------------------------ |
| 2012 | It’s Time Night Visions • It’s Time EP • Continued Silence EP     | DE20 Platin · (23 Wo.)DE | AT6 Gold · (20 Wo.)AT | CH38 Gold · (17 Wo.)CH | UK23 Platin · (16 Wo.)UK | US15 ×7Siebenfachplatin · (47 Wo.)US | Rock3 (74 Wo.)Rock | Erstveröffentlichung: 7. August 2012 Verkäufe: + 8.800.000                                                                        |                                                                                      |
| 2012 | Amsterdam Night Visions • It’s Time EP                            | — | — | — | — | US— PlatinUS | Rock48 (1 Wo.)Rock | Erstveröffentlichung: 4. September 2012 Verkäufe: + 1.000.000                                                                     |                                                                                      |
| 2012 | Hear Me Night Visions • Hell and Silence                          | — | — | — | UK37 (1 Wo.)UK | US— GoldUS | — | Erstveröffentlichung: 24. November 2012 Verkäufe: + 500.000                                                                       |                                                                                      |
| 2013 | On Top of the World Night Visions • Continued Silence EP          | DE13 Platin · (30 Wo.)DE | AT6 ×2Doppelplatin · (17 Wo.)AT | CH14 Gold · (26 Wo.)CH | UK34 ×2Doppelplatin · (19 Wo.)UK | US79 ×5Fünffachplatin · (20 Wo.)US | Rock10 (64 Wo.)Rock | Erstveröffentlichung: 18. März 2013 Verkäufe: + 7.480.000                                                                         |                                                                                      |
| 2013 | Radioactive Night Visions • Continued Silence EP                  | DE4 ×4Vierfachplatin · (65 Wo.)DE | AT4 ×2Doppelplatin · (43 Wo.)AT | CH5 Platin · (63 Wo.)CH | UK12 ×4Vierfachplatin · (107 Wo.)UK | US3 ×7Diamant + Siebenfachplatin · (87 Wo.)US                                                                                            | Rock1 (85 Wo.)Rock | Erstveröffentlichung: 3. Mai 2013 Verkäufe: + 24.330.200                                                                          |                                                                                      |
| 2013 | Monster Smoke + Mirrors (Super Deluxe Edition)                    | — | — | — | — | US78 Platin · (1 Wo.)US | Rock13 (10 Wo.)Rock | Erstveröffentlichung: 19. September 2013 Verkäufe: + 1.030.000                                                                    |                                                                                      |
| 2013 | Demons Night Visions • Continued Silence EP                       | DE15 ×3Dreifachgold · (36 Wo.)DE | AT7 Platin · (22 Wo.)AT | CH8 Gold · (96 Wo.)CH | UK13 ×4Vierfachplatin · (44 Wo.)UK | US6 ×2Diamant + Doppelplatin · (61 Wo.)US                                                                                                | Rock2 (85 Wo.)Rock | Erstveröffentlichung: 22. Oktober 2013 Verkäufe: + 18.190.200                                                                     |                                                                                      |
| 2014 | Battle Cry Smoke + Mirrors                                        | — | — | — | — | US— GoldUS | Rock24 (10 Wo.)Rock | Erstveröffentlichung: 2. Juni 2014 Verkäufe: + 500.000                                                                            |                                                                                      |
| 2014 | Warriors Smoke + Mirrors (Super Deluxe Edition)                   | DE58 Gold · (8 Wo.)DE | AT56 (6 Wo.)AT | — | UK54 Platin · (3 Wo.)UK | US— ×2DoppelplatinUS | Rock10 (20 Wo.)Rock | Erstveröffentlichung: 16. September 2014 Verkäufe: + 3.305.000                                                                    |                                                                                      |
| 2014 | I Bet My Life Smoke + Mirrors                                     | DE65 (1 Wo.)DE | AT74 (1 Wo.)AT | CH71 (1 Wo.)CH | UK27 Gold · (6 Wo.)UK | US28 ×3Dreifachplatin · (22 Wo.)US | Rock3 (29 Wo.)Rock | Erstveröffentlichung: 18. September 2014 Verkäufe: + 3.862.500                                                                    |                                                                                      |
| 2015 | Shots Smoke + Mirrors                                             | DE60 Gold · (14 Wo.)DE | AT73 (1 Wo.)AT | — | UK91 Gold · (2 Wo.)UK | US75 Platin · (3 Wo.)US | Rock7 (31 Wo.)Rock | Erstveröffentlichung: 23. Februar 2015 Verkäufe: + 2.160.000                                                                      |                                                                                      |
| 2015 | Roots Evolve (Japanese Edition)                                   | — | — | — | — | US77 Platin · (1 Wo.)US | Rock5 (20 Wo.)Rock | Erstveröffentlichung: 27. August 2015 Verkäufe: + 1.060.000                                                                       |                                                                                      |
| 2015 | Dream Smoke + Mirrors                                             | — | — | — | — | US— GoldUS | Rock25 (2 Wo.)Rock | Erstveröffentlichung: 31. August 2015 (Remix) Verkäufe: + 530.000                                                                 |                                                                                      |
| 2015 | I Was Me –                                                        | — | — | — | — | — | Rock17 (1 Wo.)Rock | Erstveröffentlichung: 12. Oktober 2015                                                                                            |                                                                                      |
| 2016 | Sucker for Pain Suicide Squad: The Album                          | DE8 Platin · (29 Wo.)DE | AT6 (26 Wo.)AT | CH16 Gold · (22 Wo.)CH | UK11 ×2Doppelplatin · (22 Wo.)UK | US15 ×3Dreifachplatin · (22 Wo.)US | Rock3 (46 Wo.)Rock | Erstveröffentlichung: 24. Juni 2016 Verkäufe: + 5.283.333; mit Lil Wayne & Wiz Khalifa feat. Logic, Ty Dolla Sign & X Ambassadors |                                                                                      |
| 2016 | Gold Smoke + Mirrors                                              | — | — | — | — | US— GoldUS | Rock12 (12 Wo.)Rock | Erstveröffentlichung: 16. September 2016 (Remix) Verkäufe: + 560.000                                                              |                                                                                      |
| 2016 | Levitate Passengers (O.S.T.)                                      | — | — | — | — | — | Rock19 (2 Wo.)Rock | Erstveröffentlichung: 29. November 2016                                                                                           |                                                                                      |
| 2017 | Believer Evolve                                                   | DE23 Diamant · (51 Wo.)DE | AT3 ×3Dreifachplatin · (44 Wo.)AT | CH6 ×2Doppelplatin · (84 Wo.)CH | UK42 ×5Fünffachplatin · (34 Wo.)UK | US4 ×4Diamant + Vierfachplatin · (52 Wo.)US                                                                                              | Rock1 (91 Wo.)Rock | Erstveröffentlichung: 1. Februar 2017 Verkäufe: + 23.103.333                                                                      |                                                                                      |
| 2017 | Believer (Remix) –[DE: ↑][AT: ↑][CH: ↑][UK: ↑][US: ↑]             | DE23 Diamant · (51 Wo.)DE | AT3 ×3Dreifachplatin · (44 Wo.)AT | CH6 ×2Doppelplatin · (84 Wo.)CH | UK42 ×5Fünffachplatin · (34 Wo.)UK | US4 ×4Diamant + Vierfachplatin · (52 Wo.)US                                                                                              | Rock11 (4 Wo.)Rock | Neuauflage: 7. Januar 2019 feat. Lil Wayne                                                                                        |                                                                                      |
| 2017 | Thunder Evolve                                                    | DE2 ×3Dreifachplatin · (50 Wo.)DE | AT2 ×3Dreifachplatin · (45 Wo.)AT | CH2 ×2Doppelplatin · (55 Wo.)CH | UK20 ×3Dreifachplatin · (28 Wo.)UK | US4 ×3Diamant + Dreifachplatin · (52 Wo.)US                                                                                              | Rock1 (81 Wo.)Rock | Erstveröffentlichung: 27. April 2017 Verkäufe: + 20.443.333                                                                       |                                                                                      |
| 2017 | Whatever It Takes Evolve                                          | DE7 ×3Dreifachgold · (31 Wo.)DE | AT8 Platin · (26 Wo.)AT | CH6 Platin · (46 Wo.)CH | UK93 Platin · (1 Wo.)UK | US12 ×7Siebenfachplatin · (27 Wo.)US | Rock1 (60 Wo.)Rock | Erstveröffentlichung: 9. Mai 2017 Verkäufe: + 9.723.333                                                                           |                                                                                      |
| 2017 | Walking the Wire Evolve                                           | DE97 (1 Wo.)DE | AT62 (2 Wo.)AT | CH80 (1 Wo.)CH | UK— SilberUK | US— GoldUS | Rock6 (20 Wo.)Rock | Erstveröffentlichung: 16. Juni 2017 Verkäufe: + 800.000                                                                           |                                                                                      |
| 2017 | Thunder / Young, Dumb & Broke (Medley) –                          | — | — | — | — | US69 (1 Wo.)US | Rock4 (17 Wo.)Rock | Erstveröffentlichung: 20. Dezember 2017 Verkäufe: + 20.000; mit Khalid                                                            |                                                                                      |
| 2018 | Next to Me Evolve                                                 | — | — | CH51 (13 Wo.)CH | UK98 Silber · (1 Wo.)UK | US— GoldUS | Rock7 (20 Wo.)Rock | Erstveröffentlichung: 23. Februar 2018 Verkäufe: + 1.055.000                                                                      |                                                                                      |
| 2018 | Born to Be Yours Origins (Deluxe Edition)                         | DE22 Gold · (21 Wo.)DE | AT12 Gold · (22 Wo.)AT | CH5 Platin · (23 Wo.)CH | UK54 Silber · (10 Wo.)UK | US74 (2 Wo.)US | — | Erstveröffentlichung: 15. Juni 2018 Verkäufe: + 1.230.000; mit Kygo                                                               |                                                                                      |
| 2018 | Natural Origins                                                   | DE16 Platin · (28 Wo.)DE | AT9 Gold · (28 Wo.)AT | CH3 (44 Wo.)CH | UK49 Platin · (16 Wo.)UK | US13 ×6Sechsfachplatin · (27 Wo.)US | Rock1 (55 Wo.)Rock | Erstveröffentlichung: 17. Juli 2018 Verkäufe: + 8.545.000                                                                         |                                                                                      |
| 2018 | Zero Origins                                                      | — | — | CH76 (1 Wo.)CH | UK— SilberUK | US— PlatinUS | Rock9 (20 Wo.)Rock | Erstveröffentlichung: 18. September 2018 Verkäufe: + 1.330.000                                                                    |                                                                                      |
| 2018 | Machine Origins                                                   | — | — | — | — | US— GoldUS | Rock17 (14 Wo.)Rock | Erstveröffentlichung: 31. Oktober 2018 Verkäufe: + 540.000                                                                        |                                                                                      |
| 2018 | Bad Liar Origins                                                  | DE16 Platin · (37 Wo.)DE | AT13 Platin · (32 Wo.)AT | CH4 (45 Wo.)CH | UK44 Platin · (3 Wo.)UK | US56 ×2Doppelplatin · (9 Wo.)US | Rock2 (39 Wo.)Rock | Erstveröffentlichung: 6. November 2018 Verkäufe: + 4.380.000                                                                      |                                                                                      |
| 2018 | Bad Liar – Stripped –[DE: ↑][AT: ↑][CH: ↑][UK: ↑][US: ↑][Rock: ↑] | DE16 Platin · (37 Wo.)DE | AT13 Platin · (32 Wo.)AT | CH4 (45 Wo.)CH | UK44 Platin · (3 Wo.)UK | US56 ×2Doppelplatin · (9 Wo.)US | Rock2 (39 Wo.)Rock | Neuauflage: 31. Mai 2019 Verkäufe: + 20.000                                                                                       |                                                                                      |
| 2019 | Birds Origins (Deluxe Edition)                                    | — | — | CH30 (18 Wo.)CH | — | US— GoldUS | Rock27 (12 Wo.)Rock | Erstveröffentlichung: 12. April 2019 Verkäufe: + 990.000                                                                          |                                                                                      |
| 2021 | Follow You Mercury – Act 1                                        | DE49 Gold · (15 Wo.)DE | AT34 Platin · (20 Wo.)AT | CH23 (35 Wo.)CH | UK100 Silber · (1 Wo.)UK | US68 Platin · (15 Wo.)US | Rock7 (26 Wo.)Rock | Erstveröffentlichung: 12. März 2021 Verkäufe: + 2.323.333                                                                         |                                                                                      |
| 2021 | Cutthroat Mercury – Act 1[DE: ↑][AT: ↑][CH: ↑][UK: ↑][US: ↑]      | DE49 Gold · (15 Wo.)DE | AT34 Platin · (20 Wo.)AT | CH23 (35 Wo.)CH | UK100 Silber · (1 Wo.)UK | US68 Platin · (15 Wo.)US | Rock28 (1 Wo.)Rock | Erstveröffentlichung: 12. März 2021 Verkäufe: + 20.000                                                                            |                                                                                      |
| 2021 | Wrecked Mercury – Act 1                                           | DE75 (4 Wo.)DE | AT57 (1 Wo.)AT | CH10 (49 Wo.)CH | UK— SilberUK | US— GoldUS | Rock11 (26 Wo.)Rock | Erstveröffentlichung: 2. Juli 2021 Verkäufe: + 1.423.333                                                                          |                                                                                      |
| 2021 | Enemy Mercury – Act 1                                             | DE4 Platin · (49 Wo.)DE | AT3 Platin · (43 Wo.)AT | CH6 (53 Wo.)CH | UK17 Platin · (25 Wo.)UK | US5 ×4Vierfachplatin · (36 Wo.)US | Rock2 (52 Wo.)Rock | Erstveröffentlichung: 27. Oktober 2021 Verkäufe: + 10.773.333; mit JID                                                            |                                                                                      |
| 2022 | Bones Mercury – Act 2                                             | DE48 Gold · (13 Wo.)DE | AT30 (13 Wo.)AT | CH11 (61 Wo.)CH | UK51 Platin · (14 Wo.)UK | US47 ×2Doppelplatin · (20 Wo.)US | Rock6 (47 Wo.)Rock | Erstveröffentlichung: 11. März 2022 Verkäufe: + 4.993.333                                                                         |                                                                                      |
| 2022 | Sharks Mercury – Act 2                                            | — | — | CH44 (1 Wo.)CH | — | US— GoldUS | Rock12 (19 Wo.)Rock | Erstveröffentlichung: 24. Juni 2022 Verkäufe: + 1.103.333                                                                         |                                                                                      |
| 2023 | Symphony (Inner City Youth Orchestra of Los Angeles Version) –    | — | — | — | — | — | — | Erstveröffentlichung: 23. Juni 2023                                                                                               |                                                                                      |
| 2023 | Children of the Sky (a Starfield song) –                          | — | — | — | — | — | — | Erstveröffentlichung: 30. August 2023 Verkäufe: + 100.000                                                                         |                                                                                      |
| 2024 | Eyes Closed Loom                                                  | DE— aDE | — | CH45 (4 Wo.)CH | UK78 (3 Wo.)UK | — | Rock13 (20 Wo.)Rock | Erstveröffentlichung: 3. April 2024 Verkäufe: + 265.000                                                                           |                                                                                      |
| 2024 | Nice to Meet You Loom                                             | — | — | CH98 (1 Wo.)CH | — | — | Rock33 (4 Wo.)Rock | Erstveröffentlichung: 24. Mai 2024 Verkäufe: + 20.000                                                                             |                                                                                      |
| 2024 | Take Me to the Beach Loom                                         | — | — | — | — | — | Rock27 (6 Wo.)Rock | Erstveröffentlichung: 11. Oktober 2024 Verkäufe: + 20.000; feat. Verschiedene Gastmusiker                                         |                                                                                      |
| 2025 | Dare U –                                                          | — | — | — | — | — | — | Erstveröffentlichung: 16. Januar 2025                                                                                             |                                                                                      |
| 2025 | Monica (Demo) Reflections (From the Vault of Smoke + Mirrors)     | — | — | — | — | — | — | Erstveröffentlichung: 27. Januar 2025                                                                                             |                                                                                      |
| Folgende Lieder erschienen nicht als Single, wurden aber durch das Album zum Download und Streaming bereitgestellt und konnten somit eine Platzierung erlangen: |                                                                   | | | | | | | |                                                                                      |
| |                                                                   | | | | | | | |                                                                                      |
| 2013 | Bleeding Out Night Visions                                        | — | — | — | UK— SilberUK | US— PlatinUS | Rock30 (20 Wo.)Rock | Charteinstieg: 12. Januar 2013 Verkäufe: + 1.237.500                                                                              |                                                                                      |
| 2013 | Tiptoe Night Visions                                              | — | — | — | — | US— PlatinUS | Rock34 (20 Wo.)Rock | Charteinstieg: 12. Januar 2013 Verkäufe: + 1.000.000                                                                              |                                                                                      |
| 2013 | Who We Are Catching Fire                                          | — | — | — | — | US— GoldUS | Rock22 (3 Wo.)Rock | Charteinstieg: 7. Dezember 2013 Verkäufe: + 500.000                                                                               |                                                                                      |
| 2015 | Polaroid Smoke + Mirrors                                          | — | — | — | — | US— GoldUS | Rock22 (3 Wo.)Rock | Charteinstieg: 7. März 2015 Verkäufe: + 500.000                                                                                   |                                                                                      |
| 2015 | Smoke + Mirrors                                                   | — | — | — | — | — | Rock32 (1 Wo.)Rock | Charteinstieg: 7. März 2015 |                                                                                      |
| 2015 | It Comes Back to You Smoke + Mirrors                              | — | — | — | — | — | Rock41 (1 Wo.)Rock | Charteinstieg: 7. März 2015 |                                                                                      |
| 2015 | Friction Smoke + Mirrors                                          | — | — | — | — | US— GoldUS | Rock44 (1 Wo.)Rock | Charteinstieg: 7. März 2015 Verkäufe: + 500.000                                                                                   |                                                                                      |
| 2015 | The Fall Smoke + Mirrors                                          | — | — | — | — | — | Rock47 (1 Wo.)Rock | Charteinstieg: 7. März 2015 |                                                                                      |
| 2016 | Not Today Evolve (Deluxe Edition)                                 | — | — | — | — | — | Rock17 (3 Wo.)Rock | Charteinstieg: 21. Mai 2016 Verkäufe: + 60.000                                                                                    |                                                                                      |
| 2017 | I Don’t Know Why Evolve                                           | — | AT71 (1 Wo.)AT | — | — | US— GoldUS | Rock12 (3 Wo.)Rock | Charteinstieg: 7. Juli 2017 Verkäufe: + 520.000                                                                                   |                                                                                      |
| 2017 | Rise Up Evolve                                                    | — | — | — | — | US— GoldUS | Rock16 (8 Wo.)Rock | Charteinstieg: 15. Juli 2017 Verkäufe: + 520.000                                                                                  |                                                                                      |
| 2017 | I’ll Make It Up to You Evolve                                     | — | — | — | — | — | Rock17 (2 Wo.)Rock | Charteinstieg: 15. Juli 2017 Verkäufe: + 20.000                                                                                   |                                                                                      |
| 2017 | Start Over Evolve                                                 | — | — | — | — | — | Rock19 (1 Wo.)Rock | Charteinstieg: 15. Juli 2017 |                                                                                      |
| 2017 | Mouth of the River Evolve                                         | — | — | — | — | — | Rock30 (1 Wo.)Rock | Charteinstieg: 15. Juli 2017 Verkäufe: + 20.000                                                                                   |                                                                                      |
| 2017 | Yesterday Evolve                                                  | — | — | — | — | — | Rock31 (1 Wo.)Rock | Charteinstieg: 15. Juli 2017 |                                                                                      |
| 2017 | Dancing in the Dark Evolve                                        | — | — | — | — | — | Rock36 (1 Wo.)Rock | Charteinstieg: 15. Juli 2017 |                                                                                      |
| 2018 | Boomerang Origins                                                 | — | — | CH70 (1 Wo.)CH | — | — | Rock27 (2 Wo.)Rock | Charteinstieg: 18. November 2018 Verkäufe: + 40.000                                                                               |                                                                                      |
| 2018 | West Coast Origins                                                | — | — | — | — | — | Rock28 (1 Wo.)Rock | Charteinstieg: 24. November 2018 Verkäufe: + 40.000                                                                               |                                                                                      |
| 2018 | Cool Out Origins                                                  | — | — | — | — | — | Rock38 (1 Wo.)Rock | Charteinstieg: 24. November 2018 Verkäufe: + 20.000                                                                               |                                                                                      |
| 2018 | Bullet in a Gun Origins                                           | — | — | — | — | — | Rock41 (1 Wo.)Rock | Charteinstieg: 24. November 2018 Verkäufe: + 20.000                                                                               |                                                                                      |
| 2018 | Only Origins                                                      | — | — | — | — | — | Rock45 (1 Wo.)Rock | Charteinstieg: 24. November 2018 Verkäufe: + 20.000                                                                               |                                                                                      |
| 2018 | Stuck Origins                                                     | — | — | — | — | — | Rock48 (1 Wo.)Rock | Charteinstieg: 24. November 2018 Verkäufe: + 20.000                                                                               |                                                                                      |
| 2021 | Monday Mercury – Act 1                                            | — | — | — | — | — | Rock28 (2 Wo.)Rock | Charteinstieg: 18. September 2021                                                                                                 |                                                                                      |
| 2021 | My Life Mercury – Act 1                                           | — | — | — | — | — | Rock29 (1 Wo.)Rock | Charteinstieg: 18. September 2021 Verkäufe: + 20.000                                                                              |                                                                                      |
| 2021 | Lonely Mercury – Act 1                                            | — | — | — | — | — | Rock34 (1 Wo.)Rock | Charteinstieg: 18. September 2021 Verkäufe: + 20.000                                                                              |                                                                                      |
| 2024 | Wake Up Loom                                                      | — | — | CH78 (1 Wo.)CH | — | — | Rock27 (2 Wo.)Rock | Charteinstieg: 7. Juli 2024 Verkäufe: + 20.000                                                                                    |                                                                                      |

### Als Gastmusiker
| Jahr | Titel Album              | Höchstplatzierung, Gesamtwochen, AuszeichnungChartplatzierungen (Jahr, Titel, Album, Platzierungen, Wochen, Auszeichnungen, Anmerkungen) | Höchstplatzierung, Gesamtwochen, AuszeichnungChartplatzierungen (Jahr, Titel, Album, Platzierungen, Wochen, Auszeichnungen, Anmerkungen) | Höchstplatzierung, Gesamtwochen, AuszeichnungChartplatzierungen (Jahr, Titel, Album, Platzierungen, Wochen, Auszeichnungen, Anmerkungen) | Höchstplatzierung, Gesamtwochen, AuszeichnungChartplatzierungen (Jahr, Titel, Album, Platzierungen, Wochen, Auszeichnungen, Anmerkungen) | Höchstplatzierung, Gesamtwochen, AuszeichnungChartplatzierungen (Jahr, Titel, Album, Platzierungen, Wochen, Auszeichnungen, Anmerkungen) | Höchstplatzierung, Gesamtwochen, AuszeichnungChartplatzierungen (Jahr, Titel, Album, Platzierungen, Wochen, Auszeichnungen, Anmerkungen) | Anmerkungen                                                           |
| Jahr | Titel Album              | DE | AT | CH | UK | US | Rock | Anmerkungen                                                           |
| --- | ------------------------ | --- | --- | --- | --- | --- | --- | --------------------------------------------------------------------- |
| 2016 | Hands –                  | — | — | — | — | — | — | Erstveröffentlichung: 6. Juli 2016 Charity-Single mit Various Artists |
| 2024 | Stars Will Align –       | — | — | CH51 (1 Wo.)CH | UK69 (1 Wo.)UK | — | — | Erstveröffentlichung: 27. September 2024 Kygo feat. Imagine Dragons   |
| Folgende Lieder erschienen nicht als Single, wurden aber durch das Album zum Download und Streaming bereitgestellt und konnten somit eine Platzierung erlangen: |                          | | | | | | |                                                                       |
| |                          | | | | | | |                                                                       |
| 2019 | Heart Upon My Sleeve Tim | — | — | CH44 (1 Wo.)CH | — | — | — | Charteinstieg: 16. Juni 2019 Avicii feat. Imagine Dragons             |

## Videoalben und Musikvideos

### Videoalben
| Jahr | Titel Musiklabel                                                     | Höchstplatzierung, Gesamtwochen, AuszeichnungChartplatzierungen (Jahr, Titel, Musiklabel, Platzierungen, Wochen, Auszeichnungen, Anmerkungen) | Höchstplatzierung, Gesamtwochen, AuszeichnungChartplatzierungen (Jahr, Titel, Musiklabel, Platzierungen, Wochen, Auszeichnungen, Anmerkungen) | Höchstplatzierung, Gesamtwochen, AuszeichnungChartplatzierungen (Jahr, Titel, Musiklabel, Platzierungen, Wochen, Auszeichnungen, Anmerkungen) | Höchstplatzierung, Gesamtwochen, AuszeichnungChartplatzierungen (Jahr, Titel, Musiklabel, Platzierungen, Wochen, Auszeichnungen, Anmerkungen) | Höchstplatzierung, Gesamtwochen, AuszeichnungChartplatzierungen (Jahr, Titel, Musiklabel, Platzierungen, Wochen, Auszeichnungen, Anmerkungen) | Anmerkungen                                            |
| Jahr | Titel Musiklabel                                                     | DE | AT | CH | UK | US | Anmerkungen                                            |
| ---- | -------------------------------------------------------------------- | --- | --- | --- | --- | --- | ------------------------------------------------------ |
| 2016 | Smoke + Mirrors – Live Eagle Rock Entertainment • Kidinakorner (UMG) | DE*DE | AT3 (1 Wo.)AT | — | UK2 (9 Wo.)UK | — | Erstveröffentlichung: 3. Juni 2016 * siehe Studioalbum |

### Musikvideos
| Jahr | Titel                   | Regie                                                        |
| ---- | ----------------------- | ------------------------------------------------------------ |
| 2009 | Uptight                 | Luke Andrews                                                 |
| 2010 | America                 |                                                              |
| 2010 | The River               |                                                              |
| 2010 | Amsterdam               |                                                              |
| 2011 | Look How Far We’ve Come |                                                              |
| 2011 | Tokyo                   |                                                              |
| 2011 | Pantomime               |                                                              |
| 2012 | It’s Time               | Anthony Leonardi III (Standard) Guy Logan (Jailbreaks Remix) |
| 2012 | Radioactive             | Syndrome                                                     |
| 2013 | Demons                  | Isaac Halasima                                               |
| 2013 | On Top of the World     | Matt Eastin, Corey Fox                                       |
| 2014 | Warriors                | Kim MacAskill                                                |
| 2014 | I Bet My Life           | Jonathan Desbiens                                            |
| 2015 | Gold                    | Isaac Halasima                                               |
| 2015 | Shots                   | Robert Hales (Standard) Matt Eastin (Broiler Remix)          |
| 2015 | Roots                   | Matt Eastin                                                  |
| 2016 | Sucker for Pain         | David Ayer                                                   |
| 2017 | Believer                | Matt Eastin                                                  |
| 2017 | Thunder                 | Joseph Kahn                                                  |
| 2017 | Whatever It Takes       | Matt Eastin, Aaron Hymes                                     |
| 2018 | Next to Me              | Mark Pellington                                              |
| 2018 | Born to Be Yours        | Matt Eastin, Aaron Hymes                                     |
| 2018 | Natural                 |                                                              |
| 2018 | Zero                    | Dave Meyers                                                  |
| 2019 | Bad Liar                | Ryan Reichenfeld                                             |
| 2019 | Birds                   | Zac Wong                                                     |
| 2020 | Nothing Left to Say     | Patrick Foch                                                 |
| 2021 | Follow You              | Matt Eastin (Standard) — (Summer ’21 Version)                |
| 2021 | Cutthroat               | Matt Eastin                                                  |
| 2021 | Wrecked                 | Matt Eastin                                                  |
| 2021 | Monday                  | Matt Eastin                                                  |
| 2021 | Enemy                   | Arnaud Delord, Barth Maunoury                                |
| 2022 | Bones                   | Jason Koenig                                                 |
| 2022 | Sharks                  | Drew Kirsch                                                  |
| 2022 | Love of Mine            |                                                              |
| 2022 | I Don’t Like Myself     |                                                              |
| 2023 | Crushed                 | Ty Arnold                                                    |
| 2023 | Children of the Sky     | Filfury                                                      |
| 2024 | Eyes Closed             | Andrew Donoho (Soloversion) Matt Eastin (feat. J Balvin)     |
| 2024 | Nice to Meet You        | Matt Eastin                                                  |
| 2024 | Wake Up                 | Matt Eastin                                                  |

## Promoveröffentlichungen
Promo-Singles

| Jahr | Titel Album                                          | Höchstplatzierung, Gesamtwochen, AuszeichnungChartplatzierungen (Jahr, Titel, Album, Platzierungen, Wochen, Auszeichnungen, Anmerkungen) | Höchstplatzierung, Gesamtwochen, AuszeichnungChartplatzierungen (Jahr, Titel, Album, Platzierungen, Wochen, Auszeichnungen, Anmerkungen) | Höchstplatzierung, Gesamtwochen, AuszeichnungChartplatzierungen (Jahr, Titel, Album, Platzierungen, Wochen, Auszeichnungen, Anmerkungen) | Höchstplatzierung, Gesamtwochen, AuszeichnungChartplatzierungen (Jahr, Titel, Album, Platzierungen, Wochen, Auszeichnungen, Anmerkungen) | Höchstplatzierung, Gesamtwochen, AuszeichnungChartplatzierungen (Jahr, Titel, Album, Platzierungen, Wochen, Auszeichnungen, Anmerkungen) | Höchstplatzierung, Gesamtwochen, AuszeichnungChartplatzierungen (Jahr, Titel, Album, Platzierungen, Wochen, Auszeichnungen, Anmerkungen) | Anmerkungen                                                                       |
| Jahr | Titel Album                                          | DE | AT | CH | UK | US | Rock | Anmerkungen                                                                       |
| ---- | ---------------------------------------------------- | --- | --- | --- | --- | --- | --- | --------------------------------------------------------------------------------- |
| 2012 | Round and Round Night Visions • Continued Silence EP | — | — | — | — | US— GoldUS | Rock41 (6 Wo.)Rock | Erstveröffentlichung: 14. Dezember 2012 Verkäufe: + 500.000; kostenloser Download |
| 2015 | I’m So Sorry Smoke + Mirrors                         | — | — | — | UK— SilberUK | US— PlatinUS | Rock14 (17 Wo.)Rock | Erstveröffentlichung: 9. Februar 2015 Verkäufe: + 1.260.000                       |

## Sonderveröffentlichungen

### Alben
| Jahr | Titel Musiklabel                                                                 | Anmerkungen                                                                                       |
| ---- | -------------------------------------------------------------------------------- | ------------------------------------------------------------------------------------------------- |
| 2017 | Evolve & Night Visions Kidinakorner • Interscope Records (UMG)                   | Erstveröffentlichung: 2017 Teil der „Coffret-Collector“-Reihe; Veröffentlichung nur in Frankreich |
| 2017 | Imagine Dragons Kidinakorner • Interscope Records (UMG)                          | Erstveröffentlichung: 15. Dezember 2017 Veröffentlichung nur in den USA                           |
| 2018 | Night Visions / Smoke + Mirrors / Evolve Kidinakorner • Interscope Records (UMG) | Erstveröffentlichung: 2017 Veröffentlichung nur in Frankreich                                     |
| 2019 | IIII Kidinakorner • Interscope Records (UMG)                                     | Erstveröffentlichung: 6. Dezember 2019 Veröffentlichung nur in Frankreich                         |

| Jahr | Titel Musiklabel                                                    | Anmerkungen                                                            |
| ---- | ------------------------------------------------------------------- | ---------------------------------------------------------------------- |
| 2013 | Live at Independent Records Kidinakorner • Interscope Records (UMG) | Erstveröffentlichung: 20. April 2013 RSD-Veröffentlichung              |
| 2015 | Live from Spotify London Kidinakorner • Interscope Records (UMG)    | Erstveröffentlichung: 20. April 2015 Teil der „Spotify-Sessions“-Reihe |

### Lieder
| Jahr | Titel Album              | Anmerkungen                                                             |
| ---- | ------------------------ | ----------------------------------------------------------------------- |
| 2015 | Fear VHS                 | Erstveröffentlichung: 30. Juni 2015 X Ambassadors feat. Imagine Dragons |
| 2019 | Heart Upon My Sleeve Tim | Erstveröffentlichung: 7. Juni 2019 Avicii feat. Imagine Dragons         |

| Jahr | Titel Album    | Anmerkungen                                                 |
| ---- | -------------- | ----------------------------------------------------------- |
| 2013 | Laura Palmer – | Erstveröffentlichung: 2. Juni 2013 Interpretation: Bastille |

| Jahr | Titel Soundtrack                                 | Anmerkungen                                                                                                 |
| ---- | ------------------------------------------------ | --- |
| 2012 | Lost Cause Frankenweenie                         | Erstveröffentlichung: 25. September 2012                                                                    |
| 2013 | Radioactive The Host                             | Erstveröffentlichung: 26. März 2013                                                                         |
| 2013 | Ready Aim Fire Iron Man 3                        | Erstveröffentlichung: 30. April 2013                                                                        |
| 2013 | Who We Are Die Tribute von Panem – Catching Fire | Erstveröffentlichung: 15. November 2013                                                                     |
| 2015 | Warriors Die Bestimmung – Insurgent              | Erstveröffentlichung: 17. März 2015                                                                         |
| 2016 | On Top of the World Angry Birds – Der Film       | Erstveröffentlichung: 6. Mai 2016                                                                           |
| 2016 | Not Today Ein ganzes halbes Jahr                 | Erstveröffentlichung: 3. Juni 2016                                                                          |
| 2016 | Sucker for Pain Suicide Squad                    | Erstveröffentlichung: 5. August 2016 mit Lil Wayne & Wiz Khalifa feat. Logic, Ty Dolla Sign & X Ambassadors |
| 2016 | Levitate Passengers                              | Erstveröffentlichung: 29. November 2016                                                                     |
| 2018 | Zero Chaos im Netz                               | Erstveröffentlichung: 30. Mai 2018                                                                          |
| 2021 | Enemy Arcane League of Legends                   | Erstveröffentlichung: 20. November 2021 mit JID                                                             |

### Videoalben
| Jahr | Titel Musiklabel                                                                | Anmerkungen                                                     |
| ---- | ------------------------------------------------------------------------------- | --------------------------------------------------------------- |
| 2014 | The Making of Night Visions Documentary Kidinakorner • Interscope Records (UMG) | Erstveröffentlichung: 4. April 2014 Teil von Night Visions Live |

## Statistik

### Chartauswertung
|                     | DE    | AT    | CH    | UK    | US     | Rock      |
| ------------------- | ----- | ----- | ----- | ----- | ------ | --------- |
| Nummer-eins-Alben   | DE—DE | AT—AT | CH3CH | UK1UK | US1US  | Rock4Rock |
| Top-10-Alben        | DE7DE | AT7AT | CH7CH | UK6UK | US5US  | Rock6Rock |
| Alben in den Charts | DE7DE | AT7AT | CH7CH | UK6UK | US10US | Rock9Rock |

|                       | DE     | AT     | CH     | UK     | US     | Rock       |
| --------------------- | ------ | ------ | ------ | ------ | ------ | ---------- |
| Nummer-eins-Singles   | DE—DE  | AT—AT  | CH—CH  | UK—UK  | US—US  | Rock5Rock  |
| Top-10-Singles        | DE5DE  | AT10AT | CH10CH | UK—UK  | US5US  | Rock21Rock |
| Singles in den Charts | DE19DE | AT20AT | CH27CH | UK21UK | US19US | Rock64Rock |

|                          | DE    | AT    | CH    | UK    | US    |
| ------------------------ | ----- | ----- | ----- | ----- | ----- |
| Nummer-eins-Videoalben   | DE—DE | AT—AT | CH—CH | UK—UK | US—US |
| Top-10-Videoalben        | DE—DE | AT1AT | CH—CH | UK1UK | US—US |
| Videoalben in den Charts | DE—DE | AT1AT | CH—CH | UK1UK | US—US |

### Auszeichnungen für Musikverkäufe
Die Lieder Blank Space/Stand By Me, Dull Knives, Easy Come Easy Go, Giants, Nothing Left to Say, Symphony und Waves wurden weder als Singles veröffentlicht, noch konnten sie aufgrund von Downloads oder Musikstreaming die Charts erreichen, dennoch erhielt sie Schallplattenauszeichnungen.
| Land/RegionAuszeichnungen für Musikverkäufe (Land/Region, Auszeichnungen, Verkäufe, Quellen) | Silber     | Gold         | Platin         | Diamant       | Verkäufe    | Quellen                     |
| -------------------------------------------------------------------------------------------- | ---------- | ------------ | -------------- | ------------- | ----------- | --------------------------- |
| Australien (ARIA)                                                                            | —          | —            | 62× Platin62   | —             | 4.235.000   | aria.com.au                 |
| Belgien (BRMA)                                                                               | —          | 5× Gold5     | 11× Platin11   | —             | 455.000     | ultratop.be                 |
| Brasilien (PMB)                                                                              | —          | 26× Gold26   | 30× Platin30   | 34× Diamant34 | 8.290.000   | pro-musicabr.org.br         |
| Chile (IFPI)                                                                                 | —          | 2× Gold2     | —              | —             | 95.000      | profovi.cl                  |
| Dänemark (IFPI)                                                                              | —          | 5× Gold5     | 31× Platin31   | —             | 1.595.000   | ifpi.dk                     |
| Deutschland (BVMI)                                                                           | —          | 10× Gold10   | 17× Platin17   | Diamant1      | 8.350.000   | musikindustrie.de           |
| Finnland (IFPI)                                                                              | —          | Gold1        | 8× Platin8     | —             | 270.000     | Einzelnachweise             |
| Frankreich (SNEP)                                                                            | —          | 3× Gold3     | 14× Platin14   | 9× Diamant9   | 5.480.397   | infodisc.fr snepmusique.com |
| Griechenland (IFPI)                                                                          | —          | —            | 6× Platin6     | —             | 120.000     | Einzelnachweise             |
| Irland (IRMA)                                                                                | —          | —            | Platin1        | —             | 15.000      | Einzelnachweise             |
| Italien (FIMI)                                                                               | —          | 3× Gold3     | 53× Platin53   | —             | 3.075.000   | fimi.it                     |
| Japan (RIAJ)                                                                                 | —          | Gold1        | —              | —             | —           | riaj.or.jp                  |
| Kanada (MC)                                                                                  | —          | 2× Gold2     | 58× Platin58   | Diamant1      | 5.582.000   | musiccanada.com             |
| Kolumbien (ASINCOL)                                                                          | —          | —            | Platin1        | —             | 10.000      | Einzelnachweise             |
| Malaysia (RIM)                                                                               | —          | Gold1        | —              | —             | 100.000     | Einzelnachweise             |
| Mexiko (AMPROFON)                                                                            | —          | 5× Gold5     | 12× Platin12   | 5× Diamant5   | 4.290.000   | amprofon.com.mx             |
| Neuseeland (RMNZ)                                                                            | —          | 2× Gold2     | 64× Platin64   | —             | 1.690.000   | radioscope.co.nz NZ2        |
| Niederlande (NVPI)                                                                           | —          | —            | 2× Platin2     | —             | 80.000      | nvpi.nl                     |
| Norwegen (IFPI)                                                                              | —          | 5× Gold5     | 22× Platin22   | —             | 595.000     | ifpi.no                     |
| Österreich (IFPI)                                                                            | —          | 4× Gold4     | 19× Platin19   | —             | 562.500     | ifpi.at                     |
| Peru (UNIMPRO)                                                                               | —          | Gold1        | —              | —             | 3.000       | Einzelnachweise             |
| Philippinen (PARI)                                                                           | —          | —            | Platin1        | —             | 15.000      | Einzelnachweise             |
| Polen (ZPAV)                                                                                 | —          | 4× Gold4     | 32× Platin32   | 6× Diamant6   | 2.495.000   | olis.pl                     |
| Portugal (AFP)                                                                               | —          | 3× Gold3     | 33× Platin33   | —             | 352.500     | Einzelnachweise             |
| Schweden (IFPI)                                                                              | —          | 2× Gold2     | 29× Platin29   | —             | 1.430.000   | sverigetopplistan.se        |
| Schweiz (IFPI)                                                                               | —          | 5× Gold5     | 12× Platin12   | —             | 330.000     | hitparade.ch musikwoche.de  |
| Singapur (RIAS)                                                                              | —          | 2× Gold2     | 2× Platin2     | —             | 30.000      | rias.org.sg                 |
| Spanien (Promusicae)                                                                         | —          | 9× Gold9     | 32× Platin32   | —             | 2.010.000   | elportaldemusica.es         |
| Thailand (TECA)                                                                              | —          | Gold1        | Platin1        | —             | 15.000      | Einzelnachweise             |
| Vereinigte Staaten (RIAA)                                                                    | —          | 17× Gold17   | 82× Platin82   | 4× Diamant4   | 130.500.000 | riaa.com                    |
| Vereinigtes Königreich (BPI)                                                                 | 8× Silber8 | 5× Gold5     | 32× Platin32   | —             | 20.400.000  | bpi.co.uk                   |
| Zentralamerika (CFC)                                                                         | —          | —            | 5× Platin5     | —             | 350.000     | cfc-musica.com              |
| Insgesamt                                                                                    | 8× Silber8 | 125× Gold125 | 671× Platin671 | 60× Diamant60 |             |                             |